# Holmes Chapel
Holmes Chapel – wieś w Anglii, w hrabstwie ceremonialnym Cheshire, w dystrykcie (unitary authority) Cheshire East. Leży 36 km na wschód od miasta Chester i 242 km na północny zachód od Londynu. W 2001 miejscowość liczyła 5669 mieszkańców.

## Osoby związane z Holmes Chapel
- Major Philip Glazebrook, DSO (1880–1918) – biznesmen i konserwatywny polityk, poseł do Manchesteru Południowego 1912/1918.
- Sir Henry Cotton (1907-1987) – zawodowy golfista MBE, wygrał The Open Championship w 1934, 1937 i 1948 roku
- Shirley Strong (ur. 1958 r.) – biegaczka, zdobyła srebrny medal na Letnich Igrzyskach Olimpijskich w 1984 r. w biegu na 100 metrów przez płotki
- Andy Porter (ur. 1968) – zawodowy piłkarz, który objął stanowisko trenera i menedżera, zagrał 357 razy dla Port Vale F.C.
- Seth Johnson, (ur. 1979) – zawodowy piłkarz
- Dean Ashton, (ur. 1983) – zawodowy piłkarz, ponad 240 występów
- Ryan Brooke (ur. 1990) – piłkarz Curzon Ashton F.C.
- Harry Styles (ur. 1994) – piosenkarz, autor piosenek, członek zespołu One Direction.
- Tom Lowery (ur. 1997) – piłkarz Crewe Alexandra F.C.